# Sågtjärnen (Föllinge socken, Jämtland)
Sågtjärnen är en sjö i Krokoms kommun i Jämtland och ingår i Indalsälvens huvudavrinningsområde.